# Carmen Arroyo Pimienta
Carmen Arroyo Pimienta (geboren am 3. März 2004 in Manzanares) ist eine spanische Handballspielerin. Sie wird auf der Spielposition Rückraum eingesetzt.

## Vereinskarriere
Carmen Arroyo spielte in der Jugend bei Handball Manzanares in ihrer Geburtsstadt Manzanares. Im Jahr 2020 wechselte sie nach Bolaños de Calatrava zum Club Balonmano Bolaños, der in der División de Honor Plata, der damaligen zweiten spanischen Liga, antrat. Hier blieb sie bis 2022. Ab Sommer 2022 spielte sie mit Motivemarket.com Gijón in der División de Honor, der ersten spanischen Liga. Nach der Saison 2022/2023 mit dem Team aus Gijón wechselte sie nach Donostia zum Ligakonkurrenten und Serienmeister Super Amara Bera Bera. Mit dieser Mannschaft gewann sie die spanische Meisterschaft (2023/2024), den spanischen Pokal (2023/2024, 2024/2025) und die Supercopa Ibérica (2023, 2024).
Sie spielte mit den Teams aus Gijón und aus Donostia auch in europäischen Vereinswettbewerben, so in der EHF European League und im EHF European Cup.

## Auswahlmannschaften
Arroyo lief am 23. November 2018 erstmals für eine Auswahlmannschaft der RFEBM auf. Sie wurde von da an bis Juli 2019 in fünf Partien der promesas selección eingesetzt und erzielte dabei 29 Tore.
Von Juli 2021 bis August 2022 war sie in 21 Spielen der Jugend-Nationalmannschaft eingesetzt und warf darin 44 Tore. Mit der Auswahl nahm sie an der U-18-Weltmeisterschaft 2022 (17. Platz) teil.
Ab Oktober 2022 wurde sie für die Juniorinnen-Nationalmannschaft aufgeboten und erzielte bis Juni 2024 in 27 Spielen 119 Tore. Mit der Auswahl nahm sie an der EHF Championship 2023 (1. Platz) und an der U-20-Weltmeisterschaft 2024 (17. Platz) teil.
Im Oktober 2024 wurde sie erstmals für die spanische Nationalmannschaft aufgeboten. Mit der Auswahl nahm sie an der Europameisterschaft 2024 (13. Platz) teil.

## Erfolge
- 1 × spanische Meisterschaft: 2023/2024
- 2 × spanischer Pokal: 2023/2024, 2024/2025
- 2 × Supercopa Ibérica: 2023, 2024